# Grand Prix SAR La Princesse Lalla Meryem 2011
Il  Grand Prix SAR La Princesse Lalla Meryem 2011 è stato un torneo femminile di tennis giocato sulla terra rossa. È stata l'11ª edizione del torneo che fa parte della categoria International nell'ambito del WTA Tour 2011. Si è giocato a Fès in Marocco dal 18 al 24 aprile 2011.

## Partecipanti

### Teste di serie
| Giocatrice | Nazionalità            | Ranking* | Testa di serie |
| ---------- | ---------------------- | -------- | -------------- |
| Francia    | Aravane Rezaï          | 24       | 1              |
| Kazakistan | Jaroslava Švedova      | 46       | 2              |
| Spagna     | Lourdes Domínguez Lino | 45       | 3              |
| Ungheria   | Gréta Arn              | 52       | 4              |
| Germania   | Angelique Kerber       | 60       | 5              |
| Australia  | Jelena Dokić           | 63       | 6              |
| Romania    | Simona Halep           | 66       | 7              |
| Francia    | Alizé Cornet           | 67       | 8              |

- Ranking all'11 aprile 2011.

### Altre partecipanti
Giocatrici che hanno ricevuto una Wild card:
- Fatima Zahrae El Allami
- Nadia Lalami
- Aravane Rezaï

Giocatrici passate dalle qualificazioni:

- Irina-Camelia Begu
- Sílvia Soler Espinosa
- Kristýna Plíšková
- Urszula Radwańska
- Eléni Daniilídou (Lucky loser)

## Campionesse

### Singolare
Alberta Brianti ha battuto in finale  Simona Halep 6-4, 6-3
- È il 1º titolo in carriera per Alberta Brianti.

### Doppio
Andrea Hlaváčková /  Renata Voráčová hanno battuto in finale  Nina Bratčikova /  Sandra Klemenschits 6–3, 6–4